# Rory Sabbatini
Pour les articles homonymes, voir Sabbatini.
Rory Sabbatini, Rory Mario Trevor Sabbatini, né le 2 avril 1976 à Durban, est un golfeur Sud-Africain devenu slovaque depuis son mariage avec Martina Stofanikova.
Médaille d’argent aux Jeux Olympiques de Tokyo 2020.

## Biographie
Ayant commencé le golf très tôt, à l'âge de quatre ans, il se consacre à ce sport à douze ans. Recruté par l'université d'Arizona, il passe professionnel en 1998 et parvient à rejoindre le PGA Tour dès la saison 1999. Durant cette première année, il est le plus jeune du circuit.
Il doit attendre la saison suivante pour remporter sa première victoire. En 2004, il termine la saison en douzième position du classement de la « Money list ». Puis en septembre 2007, il atteint pour la première le Top 10 du Official World Golf Ranking. Ce résultat est du en partie à sa deuxième place lors du Masters de 2007, deuxième place qu'il atteint également au WGC-Bridgestone Invitational.
Sabbatini a également participé à des compétitions par équipe, représentant son pays en Coupe du monde en 2002, 2004 et 2007. Lors de l'édition 2003, il remporte la victoire avec Trevor Immelman.
Il compte également une participation à la Presidents Cup de 2007 où il a un bilan de 3 défaites pour un nul.